# رنگ‌آمیزی گیج‌کننده

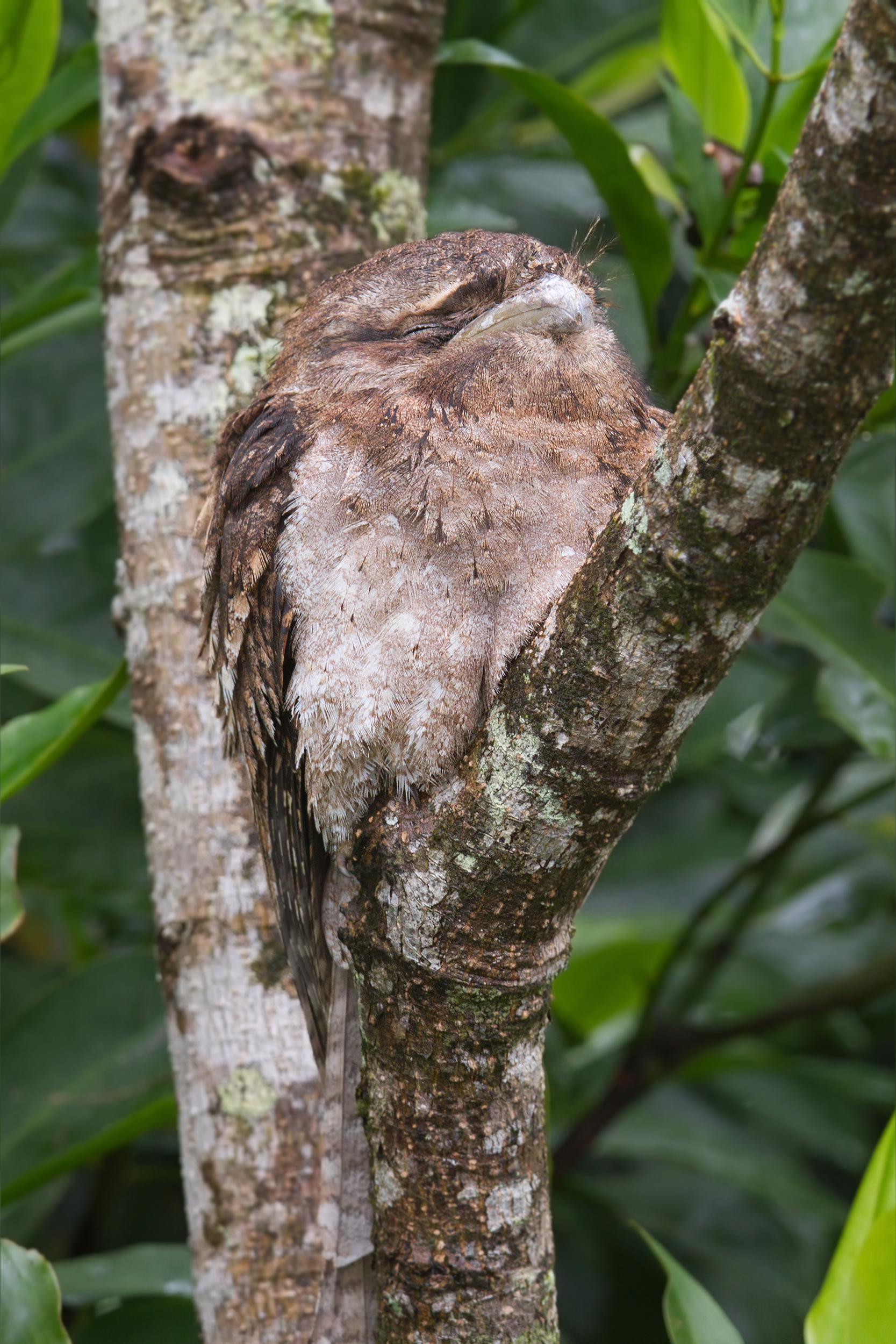
رنگ دهان‌قورباغه‌ای پاپوایی Podargus papuensis، الگوی کلی آن به دلیل پرهایش گم شده‌است. چشم آن در یک راه‌راه پنهان شده‌است که یک شیوهٔ سازگاری ضدشکارگری است.

رنگ‌آمیزی گیج‌کننده (به انگلیسی: Disruptive coloration) (همچنین به عنوان استتار گیج‌کننده یا الگوی گیج‌کننده نیز شناخته می‌شود) نوعی استتار است که با شکستن خطوط یک جانور، سرباز یا وسیله نقلیه نظامی با الگوی بسیار متضاد کار می‌کند. اغلب با روش‌های دیگر دیدگریزی از جمله هماهنگی رنگ پس‌زمینه و سایه‌زنی ترکیب می‌شود. موارد خاص عبارتند از: رنگ‌آمیزی گیج‌کننده همزمان و نقاب چشمی گیج‌کننده که در برخی از ماهیان، دوزیستان و خزندگان دیده می‌شود. به عنوان راهی برای دیده نشدن متناقض به نظر می‌رسد، زیرا برهم خوردن خطوط به کنتراست بالا بستگی دارد، بنابراین تکه‌های رنگ به خودی خود نمایان هستند تا حواس دشمن از کل جاندار به سوی این لکه‌های رنگی پراکنده پرت شود.

## نگارخانه

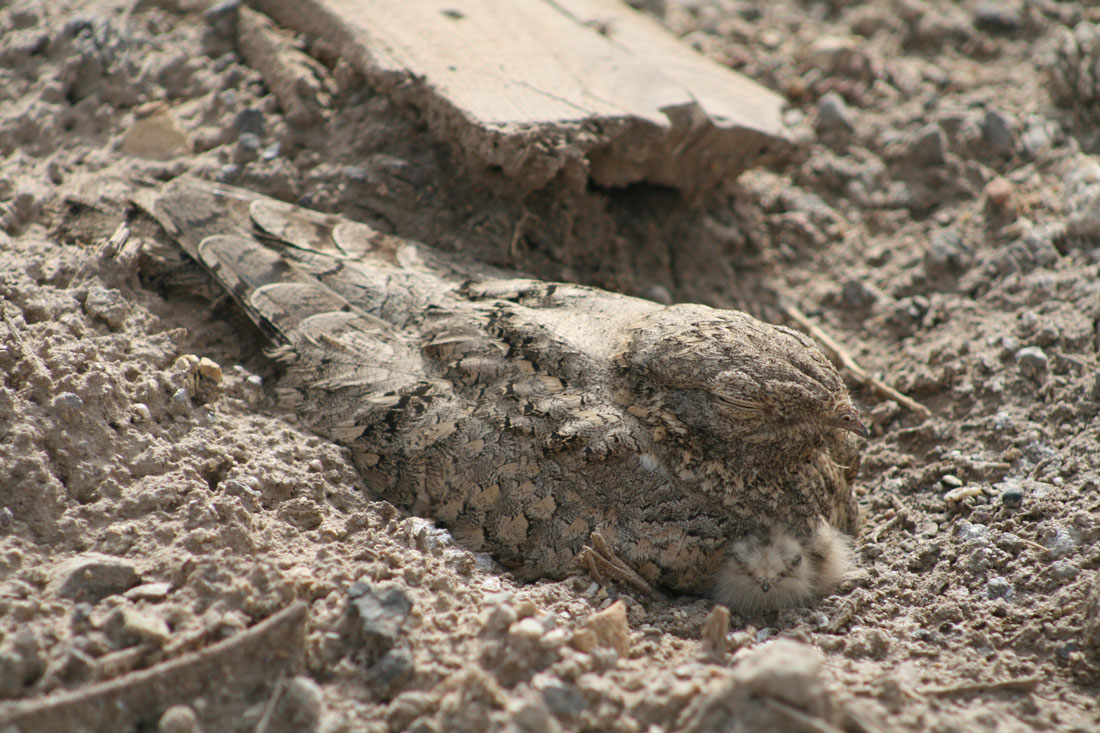
شبگرد مصری، Caprimulgus aegyptius، روی شن‌ها قرار دارد و در هنگام رو به خورشید، از طریق رنگ، بی‌حرکت بودن و پنهان شدن سایه حفاظت می‌شود.
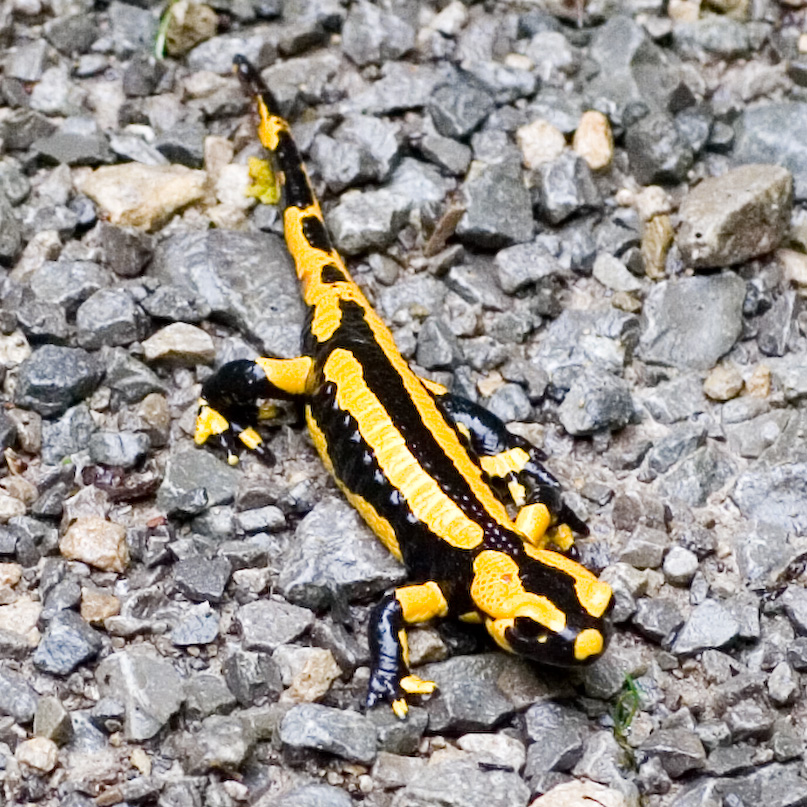
در برابر گیج‌کردن: سمندر آتشین، سالاماندرا سالاماندرا، غیرخوراکی بودن خود را با رنگ‌های هشداردهنده روشن، در تکه‌هایی که بر شکل بدن آن تأکید می‌کند، تبلیغ می‌کند.
الگوی استتار جنگلی ایالات متحده